# Thomas Cailley
Thomas Cailley (Clarmont d'Alvèrnia, 29 d'abril de 1980) és un productor de cinema i guionista de francès. És conegut pels seus llargmetratges Les Combattants (2014) i Le Règne animal (2023).

## Biografia
Thomas Cailley va néixer entre Alvèrnia, Bordeus i Kentucky. Va fer els seus estudis a l'Sciences Po Bordeaux després a l'escola de comerç de l'Audencia Nantes.
Passa per la distribució cinematogràfica i la producció de pel·lícules documentals abans de canviar d'orientació professional. Seguint l'exemple del seu germà David, que va abandonar la seva professió de professor de física per estudiar la professió de director de fotografia a l'ENS Louis-Lumière, Thomas Cailley supera el concurs de La Fémis, escola a la qual va ingressar l'any 2007 a la secció guió.
Durant els seus estudis a La Fémis va ser portat a escriure diversos guions de llargmetratges, inclòs el seu projecte final: el guió de Les Combattants, coescrit amb Claude Le Pape. Paral·lelament a aquests estudis, va escriure i dirigir un curtmetratge, Paris Shanghai, que va tenir molt bona acollida en festivals i va rebre nombrosos premis.
Després va dirigir la pel·lícula Les Combattants, amb Adèle Haenel i Kévin Azaïs en els papers principals. Aquest primer llargmetratge, que barreja gèneres cinematogràfics, es basa en un romanç ambientat en el context d'entrenament a l'Exèrcit. Després d'una bona acollida i d'una selecció a la Quinzena de Cineastes del 67è Festival Internacional de Cinema de Canes, el director va guanyar nombrosos premis per les seves primeres pel·lícules, tant a França com a nivell internacional. Entre els principals premis, només se li escapa la Caméra d'or. Durant aquell any la pel·lícula va vendre 400.000 entrades.
El 2023 es va estrenar als cinemes Le Règne animal. Es presenta a l'obertura de la selecció Un Certain Regard del 76è Festival Internacional de Cinema de Canes, i és preseleccionada per representar França als Premis Oscar de 2023.
És membre del col·lectiu 50/50 que té com a objectiu promoure la igualtat de dones i homes i la diversitat al cinema i a l'audiovisual.

## Filmografia

### Com a director

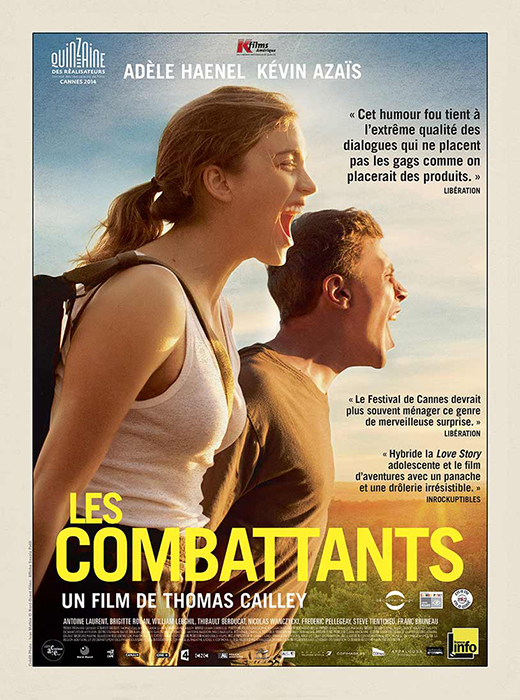
Cartell de Les Combattants.

- 2010 : Paris Shanghai (curtmetratge)
- 2014 : Les Combattants
- 2015 : Anomalie de Louise Attaque (vídeoclip)[7]
- 2018 : Ad Vitam (sèrie de televisió)
- 2023 : Le Règne animal[8]

### Com a guionista
- 2009 : À domicile (curtmetratge) de Bojina Panayotova
- 2010 : Les Yeux baissés (curtmetratge)
- 2012 : Baba Noël (curtmetratge) de Walid Mattar
- 2012 : Le Premier pas (curtmetratge) de Jonathan Comnène
- 2016 : Ma révolution  de Ramzi Ben Sliman
- 2016 : Trepalium (mini-série)
- 2018 : Ami-ami de Victor Saint Macary

## Premis
- 67è Festival Internacional de Cinema de Canes :
  - Art Cinema Award de la CICAE
  - Premi FIPRESCI de la Quinzena de Cineastes
  - Premi SACD de la Quinzena de Cineastes
  - Label Europa Cinemas
- Premi Louis-Delluc 2014 : premi a la primera pel·lícula
- Premi del Syndicat français de la critique de cinéma 2014 : millor primer llargmetratge francès
- Lumières 2015 : Premi Heike Hurst a la millor primera pel·lícula per Les Combattants
- Premi dels lectors de Le Masque et la Plume 2014 : millor pel·lícula francesa[9]
- Premi de Le Parisien 2014 : millor pel·lícula francesa de l'any per Les Combattants
- César 2015 : millor primera pel·lícula per Les Combattants
- Lumières 2024 : millor direcció per Le Règne animal

## Nominations
- César 2015 : millor pel·lícula, millor director i millor guió (amb Claude Le Pape) pour Les Combattants
- Lumières 2024 : Millor pel·lícula i millor guió original per Le Règne Animal
- César 2024 :  Millor pel·lícula, millor director i millor guió original per Le Règne animal